# Synetocephalus autumnalis
Synetocephalus autumnalis är en skalbaggsart som beskrevs av Henry Clinton Fall 1910. Synetocephalus autumnalis ingår i släktet Synetocephalus och familjen bladbaggar. Inga underarter finns listade i Catalogue of Life.